# Episodi di Agenzia Rockford (quarta stagione)
La quarta stagione della serie televisiva Agenzia Rockford, composta da 22 episodi, è stata trasmessa negli Stati Uniti d'America su NBC dal 16 settembre 1977 al 24 febbraio 1978. In Italia è stata trasmessa da Italia 1 nel 1985.
| nº | Titolo originale                           | Titolo italiano                                  | Prima TV USA      | Prima TV Italia |
| -- | ------------------------------------------ | ------------------------------------------------ | ----------------- | --------------- |
| 1  | Beamer's Last Case                         | Il caso Beamers                                  | 16 settembre 1977 | 1985            |
| 2  | Trouble in Chapter 17                      | Problemi al capitolo 17                          | 23 settembre 1977 | 1985            |
| 3  | The Battle of Canoga Park                  | La battaglia di Canoga Park                      | 30 settembre 1977 | 1985            |
| 4  | Second Chance                              | Programma di reintegrazione                      | 14 ottobre 1977   | 1985            |
| 5  | The Dog and Pony Show                      | Rapporto strettamente confidenziale              | 21 ottobre 1977   | 1985            |
| 6  | Requiem for a Funny Box                    | Requiem per un almanacco                         | 4 novembre 1977   | 1985            |
| 7  | Quickie Nirvana                            | Offresi Nirvana                                  | 11 novembre 1977  | 1985            |
| 8  | Irving the Explainer                       | Il caso Irving                                   | 18 novembre 1977  | 1985            |
| 9  | The Mayor's Committee from Deer Lick Falls | La grande scommessa                              | 25 novembre 1977  | 1985            |
| 10 | Hotel of Fear                              | L'albergo della paura                            | 2 dicembre 1977   | 1985            |
| 11 | Forced Retirement                          | Per un pugno di alghe                            | 9 dicembre 1977   | 1985            |
| 12 | The Queen of Peru                          | La regina del Perù                               | 16 dicembre 1977  | 1985            |
| 13 | A Deadly Maze                              | Una persona antipatica                           | 23 dicembre 1977  | 1985            |
| 14 | The Attractive Nuisance                    | Un curioso incidente                             | 6 gennaio 1978    | 1985            |
| 15 | The Gang at Don's Drive-In                 | Omertà per un omicidio                           | 13 gennaio 1978   | 1985            |
| 16 | The Paper Palace                           | Il palazzo di carta                              | 20 gennaio 1978   | 1985            |
| 17 | Dwarf in a Helium Hat                      | Lo gnomo                                         | 27 gennaio 1978   | 1985            |
| 18 | South by Southeast                         | Missione forzata                                 | 3 febbraio 1978   | 1985            |
| 19 | The Competitive Edge                       | L'età competitiva                                | 10 febbraio 1978  | 1985            |
| 20 | The Prisoner of Rosemont Hall              | La prigioniera                                   | 17 febbraio 1978  | 1985            |
| 21 | The House on Willis Avenue: Part 1 & 2     | La casa di Willis Avenue (prima e seconda parte) | 24 febbraio 1978  | 1985            |
| 22 | The House on Willis Avenue: Part 1 & 2     | La casa di Willis Avenue (prima e seconda parte) | 24 febbraio 1978  | 1985            |

## Il caso Beamers
- Titolo originale: Beamer's Last Case
- Diretto da: Stephen J. Cannell
- Scritto da: Booker Bradshaw, Calvin Kelly e Stephen J. Cannell

### Trama
Di ritorno dalle vacanze, Rockford scopre che qualcuno ha vissuto illegalmente nella sua roulotte, indossando i suoi abiti, accumulando acquisti con le sue carte di credito, distrutto la sua macchina e lo ha fatto mettere nei guai con la polizia e fingendo lui sui casi.

## Problemi al capitolo 17
- Titolo originale: Trouble in Chapter 17
- Diretto da: William Wiard
- Scritto da: Juanita Bartlett

### Trama
La reputazione di Rockford è in gioco quando un'autrice antifemminista in cerca di pubblicità lo assume per indagare sulle minacce fatte contro di lei, e subito dopo viene aggredita e la sua segretaria viene uccisa.

## La battaglia di Canoga Park
- Titolo originale: The Battle of Canoga Park
- Diretto da: Ivan Dixon
- Scritto da: Juanita Bartlett

### Trama
La pistola di Rockford viene rubata e usata in un omicidio, rendendolo sospettato e preso di mira da un gruppo di milizie locali. Senza indizi, i sospetti di Rockford ricadono sulla sua nuova donna delle pulizie e sul figlio, se non altro perché sapeva che Rockford teneva la sua pistola nel barattolo dei biscotti.

## Programma di reintegrazione
- Titolo originale: Second Chance
- Diretto da: Reza Badiyi
- Scritto da: Gordon Dawson

### Trama
Un detenuto in libertà vigilata rapisce la fidanzata di Fitch, desiderando qualcosa che lui pensa abbia. La fidanzata di Fitch è una cantante di talento la cui promettente carriera che Fitch spera di gestire. E Fitch chiede a Rockford di ritrovarla.

## Rapporto strettamente confidenziale
- Titolo originale: The Dog and Pony Show
- Diretto da: Reza Badiyi
- Scritto da: David Chase

### Trama
Angel e Rockford prendono lezioni di terapia al seguito di un tentativo di furto in un ristorante, ma una frequentatrice pensa di essere seguita. Jim indaga, il che coinvolge con alcuni criminali e il capo di un'agenzia di spionaggio governativa.

## Requiem per un almanacco
- Titolo originale: Requiem for a Funny Box
- Diretto da: William Wiard
- Scritto da: Burt Prelutsky e James Crocker

### Trama
Un comico con una carriera in declino, assume Rockford per proteggerlo dal suo ex partner di grande successo per recuperare il suo catalogo di barzellette appena rubato, ma trova il cadavere dell'ex socio.

## Offresi Nirvana
- Titolo originale: Quickie Nirvana
- Diretto da: Meta Rosenberg
- Scritto da: David Chase

### Trama
Rockford permette alla fioraia di ricevere il suo ultimo assegno a casa sua, lei avrebbe dovuto consegnare il pacco per il suo capo, ma se ne è dimenticata, dando via ad una serie di eventi terribili.

## Il caso Irwing
- Titolo originale: Irving the Explainer
- Diretto da: James Coburn
- Scritto da: David Chase

### Trama
Un'autrice con discreto successo assume Rockford per rintracciare un vecchio regista di Hollywood, ma in realtà è alla ricerca di un prezioso dipinto di Watteau scomparso decenni prima. 

## La grande scommessa
- Titolo originale: The Mayor's Committee from Deer Lick Falls
- Diretto da: Ivan Dixon
- Scritto da: William R. Stratton

### Trama
Quattro cittadini apparentemente rispettabili assumono Rockford per acquistare un'autopompa usata per la loro città, e uno di loro assume anche Jim per trovare sua nipote nonché futura attrice, e dopo averla trovata i quattro gli offrono $20.000 per farla fuori.

## L'albergo della paura
- Titolo originale: Hotel of Fear
- Diretto da: Russ Mayberry
- Scritto da: Juanita Bartlett

### Trama
Angel fugge a casa di Rockford dopo aver assistito ad un omicidio, ma diventa un testimone collaborativo quando gli viene promessa la protezione della polizia e il servizio in camera 24 ore su 24 in un hotel.

## Per un pugno di alghe
- Titolo originale: Forced Retirement
- Diretto da: Alexander Singer
- Scritto da: William R. Stratton

### Trama
Una vecchia amica del college di Beth, è a capo di un'azienda che sviluppa un rivoluzionario robot esploratore sottomarino, ma nutre dei dubbi sia sui test accelerati che sul nuovo membro del capo del team sommergibile, e decide di assumere Rockford per controllare.

## La regina del Perù
- Titolo originale: The Queen of Peru
- Diretto da: Meta Rosenberg
- Scritto da: David Chase

### Trama
Una famiglia proveniente dall'Indiana si accampa vicino alla roulotte di Rockford, ma Jim riesce a convincere il padre a non restare a lungo. Però Rockford viene chiamato come consulente quando un diamante da 2 milioni di dollari viene offerto alla compagnia di assicurazioni a caro prezzo.

## Una persona antipatica
- Titolo originale: A Deadly Maze
- Diretto da: William Wiard
- Scritto da: Juanita Bartlett

### Trama
Rockford viene assunto da un uomo per trovare la moglie scomparsa, un caso che accetta solo perché gli viene offerto del denaro extra, ma quando Jim riporta notizie preoccupanti, il marito è più interessato a porre domande a Rockford che al pericolo in cui potrebbe trovarsi sua moglie.

## Un curioso incidente
- Titolo originale: The Attractive Nuisance
- Diretto da: Dana Elcar
- Scritto da: Stephen J. Cannell

### Trama
Rocky e un suo nuovo amico hanno aperto una tavola calda in un furgone, ma l'attività è fallita. Rocky invece lascia il telescopio sul tetto della roulotte sulla spiaggia, e quando uno sconosciuto cade dal tetto, un avvocato fa causa a Jim in base all'attraente dottrina del fastidio.

## Omertà per un omicidio
- Titolo originale: The Gang at Don's Drive In
- Diretto da: Harry Falk
- Scritto da: James Crocker

### Trama
Uno scrittore alcolizzato amico di Jim lo assume per fare delle ricerche di base ma mente sull'argomento del libro, ma dopo essere stato aggredito da due uomini, rapiscono lo scrittore, ma Jim scopre che il libro parla della morte di un adolescente anni prima.

## Il palazzo di carta
- Titolo originale: The Paper Palace
- Diretto da: Richard Crenna
- Scritto da: Juanita Bartlett

### Trama
Rockford fa amicizia con una prostituta che a volte lavora con Becker, e lo assume dopo essere stata aggredita nella sua abitazione.

## Lo gnomo
- Titolo originale: Dwarf in a Helium Hat
- Diretto da: Reza Badiyi
- Scritto da: Stephen J. Cannell e David Chase

### Trama
Un boss mafioso legge male l'elenco telefonico e confonde Rockford con un'altra persona, contro il quale il boss nutre odio e rancore.

## Missione forzata
- Titolo originale: South by Southwest
- Diretto da: William Wiard
- Scritto da: Juanita Bartlett

### Trama
Gli agenti dell'Intelligence confondono Rockford con la loro persona di contatto e portano Jim in un paese dell'America Latina, e viene arruolato per portare a termine la missione.

## L'età competitiva
- Titolo originale: The Competitive Edge
- Diretto da: Harry Falk
- Scritto da: Gordon Dawson

### Trama
Rockford viene assunto per trovare un malversatore, il percorso porta Jim all'Alphian Way, un noto centro benessere per professionisti gestito da un medico megalomane che droga Rockford e lo spedisce al manicomio.

## La prigioniera
- Titolo originale: The Prisoner of Rosemont Hall
- Diretto da: Ivan Dixon
- Scritto da: Chas Floyd Johnson, Maryann Rea, Stephen J. Cannell e David Chase

### Trama
Rockford viene assunto da un amico per indagare sulla strana morte di suo figlio nonché studente di giornalismo nel college di Rosemont Hall, incontrando un capo della sicurezza del campus, alcuni investigatori stranieri e un insegnante.

## La casa di Willis Avenue (prima e seconda parte)
- Titolo originale: The House on Willis Avenue (Part 1 & 2)
- Diretto da: Hy Averback
- Scritto da: Stephen J. Cannell

### Trama
L'ex mentore di Rockford muore per un incidente stradale, ma Rockford non crede alla versione ufficiale e indaga.